# Daśain
Daśain (nepalski: दशैं) – największe święto hinduistyczne obchodzone w Nepalu, a także w indyjskim Sikkimie i Darjeelingu. Jest również świętem państwowym w Bhutanie.

## Zwyczaje
Daśain jest związany z kultem tzw. „Ośmiu Matek” (trl. aṣţamatrikā, trb. Asztamatryka) i dziewięciu Durg (trl. navadurga, trb. nawadurga). Trwa 15 dni. Zazwyczaj wypada we wrześniu/październiku, po zbiorach ryżu. Jest przede wszystkim świętem rodzinnym, okazją do spotkania się krewnych z dalekich stron. W niektórych miejscowościach nadal praktykuje się ofiary ze zwierząt. Krwią ofiarnych zwierząt spryskuje się narzędzia i maszyny (w tym samochody). W Katmandu, Bhaktapurze i Patanie pojawiają się publicznie Kumari Dewi, tzw. „żywe boginie”.